# Lista de deputados estaduais de São Paulo da 11.ª legislatura
Esta é a lista de deputados estaduais de São Paulo para a legislatura 1987–1991.

## Composição das bancadas
| Partido | Líder               | Bancada | Posição      |
| ------- | ------------------- | ------- | ------------ |
| PMDB    | Luiz Carlos Santos  | 37 / 84 | Governo      |
| PTB     | Wadih Helu          | 13 / 84 | Oposição     |
| PDS     | Afanásio Jazadji    | 11 / 84 | Oposição     |
| PT      | José Cicote         | 10 / 84 | Oposição     |
| PFL     | Edson Ferrarini     | 9 / 84  | Oposição     |
| PDT     | Miguel Martini      | 3 / 84  | Independente |
| PL      | Eduardo Bittencourt | 1 / 84  | Governo      |

## Deputados estaduais
Estavam em jogo 84 vagas na Assembleia Legislativa de São Paulo, sendo que os números dos candidatos foram identificados com base em pesquisas feitas no Acervo da Imprensa Oficial do estado de São Paulo.
| Números | Deputados estaduais eleitos | Partido | Votação | Percentual | Cidade onde nasceu     | Unidade federativa |
| 11111   | Afanásio Jazadji            | PDS     | 558.138 | 3.61%      | São Paulo              | São Paulo          |
| 15208   | Luiz Carlos Santos          | PMDB    | 114.583 | 0,74%      | Araxá                  | Minas Gerais       |
| 15211   | Jurandyr Paixão Filho       | PMDB    | 101.866 | 0,66%      | Cunha                  | São Paulo          |
| 15115   | Wagner Rossi                | PMDB    | 83.100  | 0,54%      | São Paulo              | São Paulo          |
| 25235   | Edson Ferrarini             | PFL     | 80.914  | 0,52%      | São Paulo              | São Paulo          |
| 15234   | Ary Kara                    | PMDB    | 78.560  | 0,51%      | Neves Paulista         | São Paulo          |
| 15185   | Edinho Araújo               | PMDB    | 78.008  | 0,50%      | Santa Fé do Sul        | São Paulo          |
| 15132   | Carlos Apolinário           | PMDB    | 66.344  | 0,43%      | São Paulo              | São Paulo          |
| 15202   | Vanderlei Macris            | PMDB    | 66.262  | 0,43%      | Americana              | São Paulo          |
| 15125   | Mauro Bragato               | PMDB    | 65.018  | 0,42%      | Promissão              | São Paulo          |
| 15219   | Aloysio Nunes               | PMDB    | 64.311  | 0,42%      | São José do Rio Preto  | São Paulo          |
| 11277   | Osvaldo Bettio              | PDS     | 61.734  | 0,40%      | Promissão              | São Paulo          |
| 15182   | Getúlio Hanashiro           | PMDB    | 61.409  | 0,40%      | Itariri                | São Paulo          |
| 15240   | Ruth Escobar                | PMDB    | 61.124  | 0,40%      | Campanhã               | Portugal           |
| 15285   | Luís Francisco da Silva     | PMDB    | 60.354  | 0,39%      | Pirassununga           | São Paulo          |
| 15124   | Roberto Purini              | PMDB    | 60.305  | 0,39%      | Poloni                 | São Paulo          |
| 15181   | Waldyr Alceu Trigo          | PMDB    | 59.094  | 0,38%      | Sertãozinho            | São Paulo          |
| 15199   | Nelson Nicolau              | PMDB    | 58.467  | 0,38%      | São João da Boa Vista  | São Paulo          |
| 15232   | Adilson Monteiro Alves      | PMDB    | 57.800  | 0,37%      | São Paulo              | São Paulo          |
| 15121   | Tonico Ramos                | PMDB    | 56.757  | 0,37%      | Mococa                 | São Paulo          |
| 15297   | Néfi Tales                  | PMDB    | 55.544  | 0,36%      | Guaíra                 | São Paulo          |
| 15116   | Arnaldo Jardim              | PMDB    | 52.806  | 0,34%      | Altinópolis            | São Paulo          |
| 15222   | Fernando Leça               | PMDB    | 52.621  | 0,34%      | Bragança Paulista      | São Paulo          |
| 11211   | Erasmo Dias                 | PDS     | 51.794  | 0,34%      | Paraguaçu Paulista     | São Paulo          |
| 15200   | Luiz Lauro Ferreira         | PMDB    | 51.035  | 0,33%      | Monte Belo             | Minas Gerais       |
| 15172   | Dalla Pria                  | PMDB    | 51.013  | 0,33%      | Quatá                  | São Paulo          |
| 15146   | Rubens Lara                 | PMDB    | 50.717  | 0,33%      | São Paulo              | São Paulo          |
| 15139   | João Bastos Soares          | PMDB    | 50,215  | 0,32%      | Lavrinhas              | São Paulo          |
| 15161   | Luiz Máximo                 | PMDB    | 48.403  | 0,31%      | Jacareí                | São Paulo          |
| 15229   | Tonca Falseti               | PMDB    | 47.647  | 0,31%      | Bariri                 | São Paulo          |
| 15249   | Vitor Sapienza              | PMDB    | 47.434  | 0,31%      | São Paulo              | São Paulo          |
| 22222   | Eduardo Bittencourt         | PL      | 46.969  | 0,30%      | São Paulo              | São Paulo          |
| 25125   | Artur Alves Pinto           | PFL     | 46.691  | 0,30%      | São Paulo              | São Paulo          |
| 15111   | Eni Galante                 | PMDB    | 46.542  | 0,30%      | Niterói                | Rio de Janeiro     |
| 15114   | Jorge Tadeu Mudalen         | PMDB    | 45.308  | 0,29%      | Guarulhos              | São Paulo          |
| 15173   | Guiomar Namo de Melo        | PMDB    | 41.267  | 0,27%      | São Paulo              | São Paulo          |
| 15213   | Milton José Baldochi        | PMDB    | 41.251  | 0,27%      | São José da Bela Vista | São Paulo          |
| 15158   | Walter Mendes               | PMDB    | 40.697  | 0,26%      | Cesário Lange          | São Paulo          |
| 14169   | Barros Munhoz               | PTB     | 40.449  | 0,26%      | São Paulo              | São Paulo          |
| 25290   | Jairo Matos                 | PFL     | 39.801  | 0,26%      | Piracicaba             | São Paulo          |
| 14281   | Maurício Sandoval Ribeiro   | PTB     | 38.967  | 0,25%      | Franca                 | São Paulo          |
| 15112   | Lobbe Neto                  | PMDB    | 38.404  | 0,25%      | São Paulo              | São Paulo          |
| 14101   | Fauze Carlos                | PTB     | 38.238  | 0,25%      | Catiguá                | São Paulo          |
| 13165   | José Cicote                 | PT      | 37.865  | 0,25%      | Poloni                 | São Paulo          |
| 15166   | Laerte Pinto da Cunha       | PMDB    | 37.789  | 0,24%      | São José dos Campos    | São Paulo          |
| 15105   | Randal Juliano Garcia       | PMDB    | 37.283  | 0,24%      | Jundiaí                | São Paulo          |
| 15261   | Erci Ayala                  | PMDB    | 37.176  | 0,24%      | Tambaú                 | São Paulo          |
| 14250   | Osvaldo Sbeghen             | PTB     | 36.758  | 0,24%      | Mineiros do Tietê      | São Paulo          |
| 15110   | Sebastião Bognar            | PMDB    | 35.858  | 0,23%      | Álvaro de Carvalho     | São Paulo          |
| 13280   | Luíza Erundina              | PT      | 35.622  | 0,23%      | Uiraúna                | Paraíba            |
| 11244   | Marcelino Romano Machado    | PDS     | 35.615  | 0,23%      | Ribeirão Preto         | São Paulo          |
| 14171   | Daniel Marins Alessi        | PTB     | 35.120  | 0,23%      | São Paulo              | São Paulo          |
| 25155   | Corauci Sobrinho            | PFL     | 34.820  | 0,23%      | Ribeirão Preto         | São Paulo          |
| 14111   | Fernando Silveira           | PTB     | 33.406  | 0,22%      | Amargosa               | Bahia              |
| 14179   | José Wilson Toni            | PTB     | 33.118  | 0,21%      | Ribeirão Preto         | São Paulo          |
| 25232   | Waldemar Matos Silveira     | PFL     | 31.450  | 0,20%      | Limeira                | São Paulo          |
| 14161   | Tadashi Kuriki              | PTB     | 30,564  | 0,20%      | General Salgado        | São Paulo          |
| 13234   | Telma de Souza              | PT      | 28.615  | 0,19%      | Santos                 | São Paulo          |
| 14200   | Wadih Helu                  | PTB     | 28.060  | 0,18%      | Tatuí                  | São Paulo          |
| 14187   | Luiz Tortorello             | PTB     | 28.009  | 0,18%      | Matão                  | São Paulo          |
| 11101   | Sylvio Martini              | PDS     | 27.751  | 0,18%      | Araraquara             | São Paulo          |
| 11138   | Conte Lopes                 | PDS     | 26.945  | 0,17%      | São Paulo              | São Paulo          |
| 25118   | Nabi Abi Chedid             | PFL     | 26.899  | 0,17%      | Ramarith               | Líbano             |
| 14222   | Vicente Botta               | PTB     | 26.366  | 0,17%      | São Carlos             | São Paulo          |
| 11222   | Amaral Furlan               | PDS     | 25.455  | 0,16%      | Sertãozinho            | São Paulo          |
| 14141   | Moisés Lipnik               | PTB     | 25.399  | 0,16%      | Cali                   | Colômbia           |
| 25113   | João do Pulo                | PFL     | 24.815  | 0,16%      | Pindamonhangaba        | São Paulo          |
| 14113   | Israel Zekcer               | PTB     | 24.236  | 0.16%      | São Paulo              | São Paulo          |
| 13268   | José Dirceu                 | PT      | 23.990  | 0,16%      | Passa Quatro           | Minas Gerais       |
| 11192   | Maurício Najar              | PDS     | 23.696  | 0,15%      | Mogi das Cruzes        | São Paulo          |
| 13185   | Ivan Valente                | PT      | 23.184  | 0,15%      | São Paulo              | São Paulo          |
| 11115   | Paulo Osório Silveira Bueno | PDS     | 23.117  | 0,15%      | São Paulo              | São Paulo          |
| 25288   | José Coimbra                | PFL     | 22.701  | 0,15%      | Coxim                  | Mato Grosso do Sul |
| 11204   | Hatiro Shimomoto            | PDS     | 22.431  | 0,15%      | São Paulo              | São Paulo          |
| 11196   | Abdo Antônio Hadade         | PDS     | 22.191  | 0,14%      | São Paulo              | São Paulo          |
| 25161   | Ivan Espíndola de Ávila     | PFL     | 21.830  | 0,14%      | Santos                 | São Paulo          |
| 12190   | Miguel Martini              | PDT     | 21.302  | 0,14%      | Mogi Guaçu             | São Paulo          |
| 13288   | Roberto Gouveia Nascimento  | PT      | 21.184  | 0,14%      | Ituiutaba              | Minas Gerais       |
| 13155   | Antônio Lucas Buzato        | PT      | 20.266  | 0,13%      | José Bonifácio         | São Paulo          |
| 13130   | Clara Ant                   | PT      | 19.925  | 0,13%      | La Paz                 | Bolívia            |
| 12127   | Hilkias de Oliveira         | PDT     | 19.407  | 0,13%      | Uchoa                  | São Paulo          |
| 13146   | Expedito Soares Batista     | PT      | 19.375  | 0,13%      | Diamantina             | Minas Gerais       |
| 13183   | José Machado                | PT      | 19.238  | 0,12%      | Tanabi                 | São Paulo          |
| 12196   | Antônio Calixto             | PDT     | 14.469  | 0,09%      | Altinópolis            | São Paulo          |